# نافورة شرب وشوف
نافورة شرب وشوف أو نافورة اشرب وانظر هي نافورة تاريخية توجد بمدينة مراكش في المغرب. يعود تاريخها إلى أواخر القرن السادس عشر أو أوائل القرن السابع عشر وتقع بالقرب من مدرسة ابن يوسف.

## التاريخ
أقيمت النافورة خلال فترة السعديين عندما كانت مراكش عاصمة المغرب. تشبه النافورة إلى حد كبير نوافير السعديين الأخرى في الأسلوب مثل الموجودة في جامع الشرفاء ومسجد باب دكالة. :461
على الرغم من عدم تحديد تاريخ ومؤسس الهيكل بشكل مباشر إلا أن البعض يرجع النافورة إلى عهد السلطان أحمد المنصور (1578-1603).

### التسمية
يعني اسم النافورة اليوم «اشرب وانظر» بالمغربية. وتعني أنه يجب على المرء أن يستمتع بالنظر إلى النافورة وكذلك باستخدامها والشرب منها.

## وصف
تتكون النافورة من رواق بسيط أو كوة كبيرة تحمي من الوصول إلى الماء. تُظهر الصور القديمة أن الرواق كان في يوم من الأيام أعمق ويحتوي على حوض للمياه عند قاعدة الجدار الداخلي، في حين أن قضيبًا خشبيًا عبر مدخله يمنع الحيوانات (مثل الحمير والخيول) من شرب نفس الماء الذي يشربه البشر. ومع ذلك، في مرحلة ما من العصر الحديث، يبدو أن المساحة قد تم تعديلها أو ملؤها جزئيًا (ربما تم نقل الجدار الخلفي للأمام)، بحيث يبدو اليوم أن الرواق أقل عمقًا مما كان عليه وبعض هذه العناصر (مثل الحوض) قد اختفى.
الجزء السفلي من النافورة، عند مستوى الأرض، بسيط ولا يحتوي على أي زخرفة باقية. أما في الأعلى، فإن النافورة مغطاة بمظلة من خشب النخيل المنحوت بدقة على الطراز المغربي الأندلسي (أو المغربي). نُحت جزء كبير من سطح المظلة بأنماط الزخرفة العربية ونُحتت العديد من عناصرها في المقرنصات (منحوتات على طراز قرص العسل). يتشابه شكل وزخرفة المظلة بشكل خاص مع نوافير ضريح السعديين الأخرى في تلك الفترة (مثل مسجدي المواسين وباب دكالة)، بالإضافة إلى المظلات الخشبية المنحوتة في ضريح السعديين وأجنحة السعديين في باحة مسجد القرويين. تتميز ركائز القوس الخشبي بزخرفة من نوع الماندرلا (أو على شكل لوز) والتي قد تكون ذات تأثير عثماني.محفور في العتب خرطوشتان تحتويان على كتابات بالخط العربي بـخط الثلث، مع أبيات في مدح الله. كما توجد نفس الأبيات على عتبات ينابيع مسجد المواسين وباب دكالة من نفس الفترة. وفوق العتب، تبلغ المظلة الخشبية ذروتها بحاجز عريض يبرز فوق الشارع، وسقف قمته بالبلاط الأخضر.

## معرض الصور

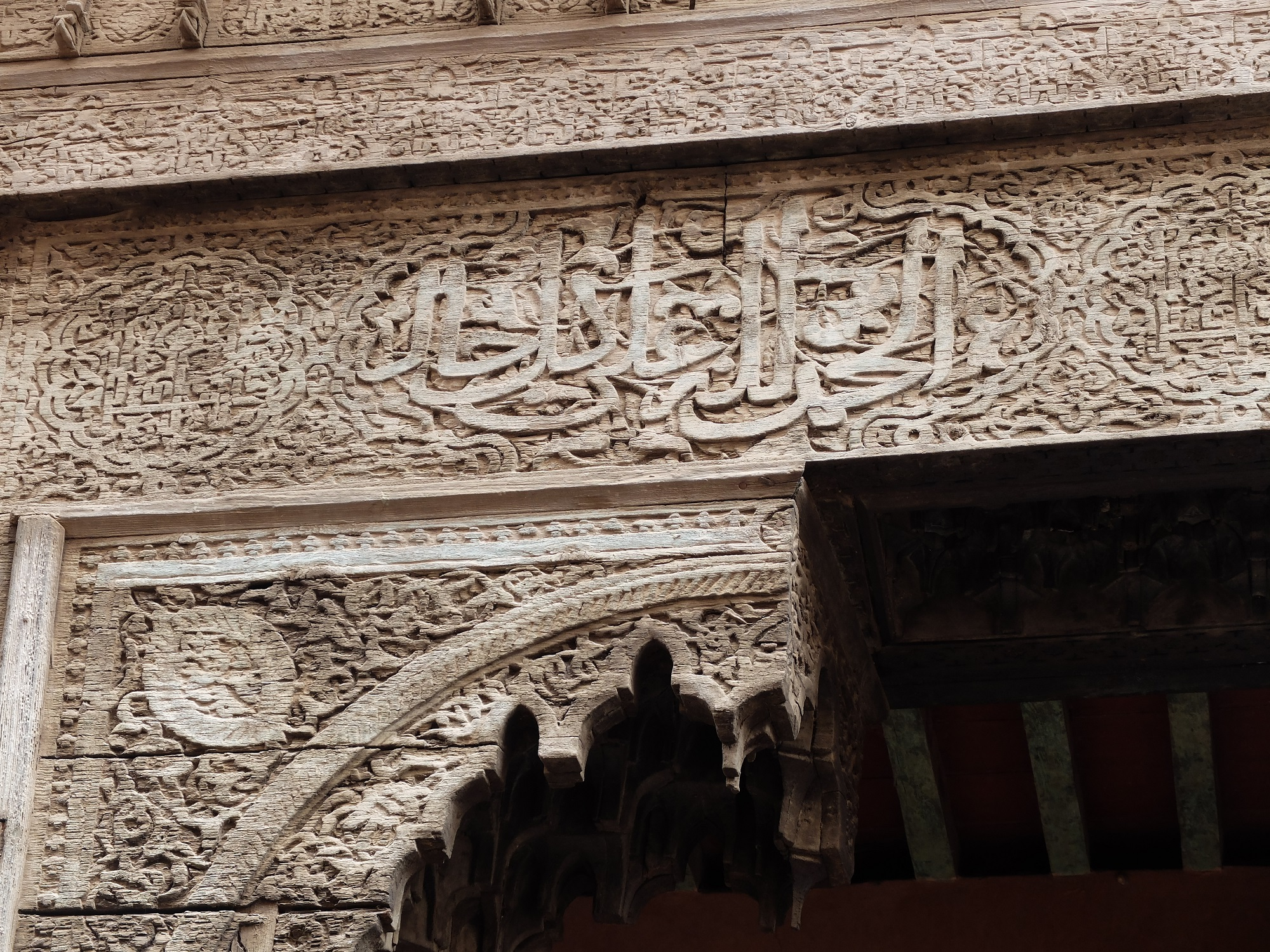
تفاصيل العتب (مع جزء من الكتابة) وركنيات المظلة الخشبية.
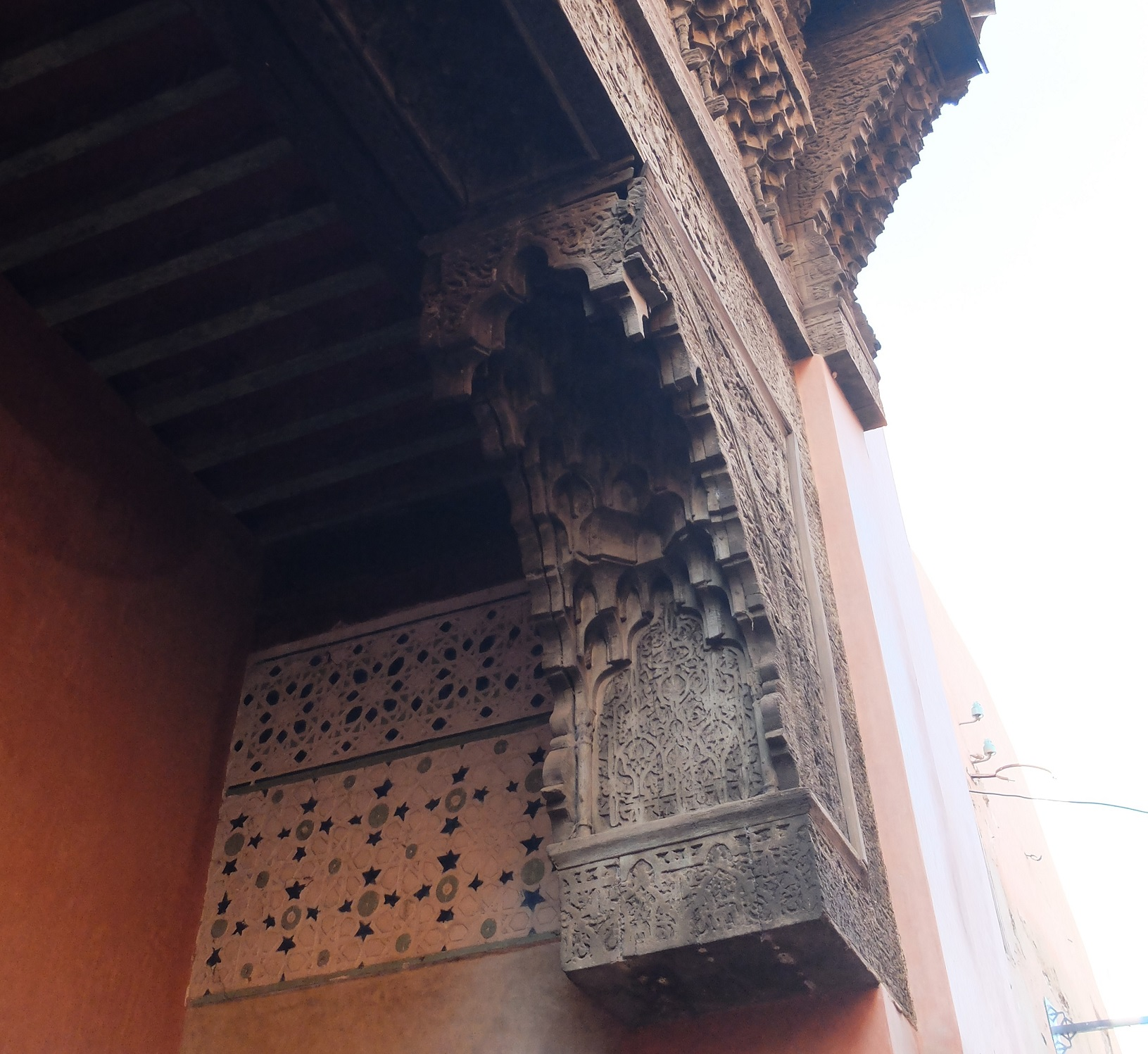
تفاصيل الحواف الخشبية والزخرفة الجصية داخل لوجيا (ربما تم اقتطاعها على اليسار بواسطة جدار مملوء بالداخل)
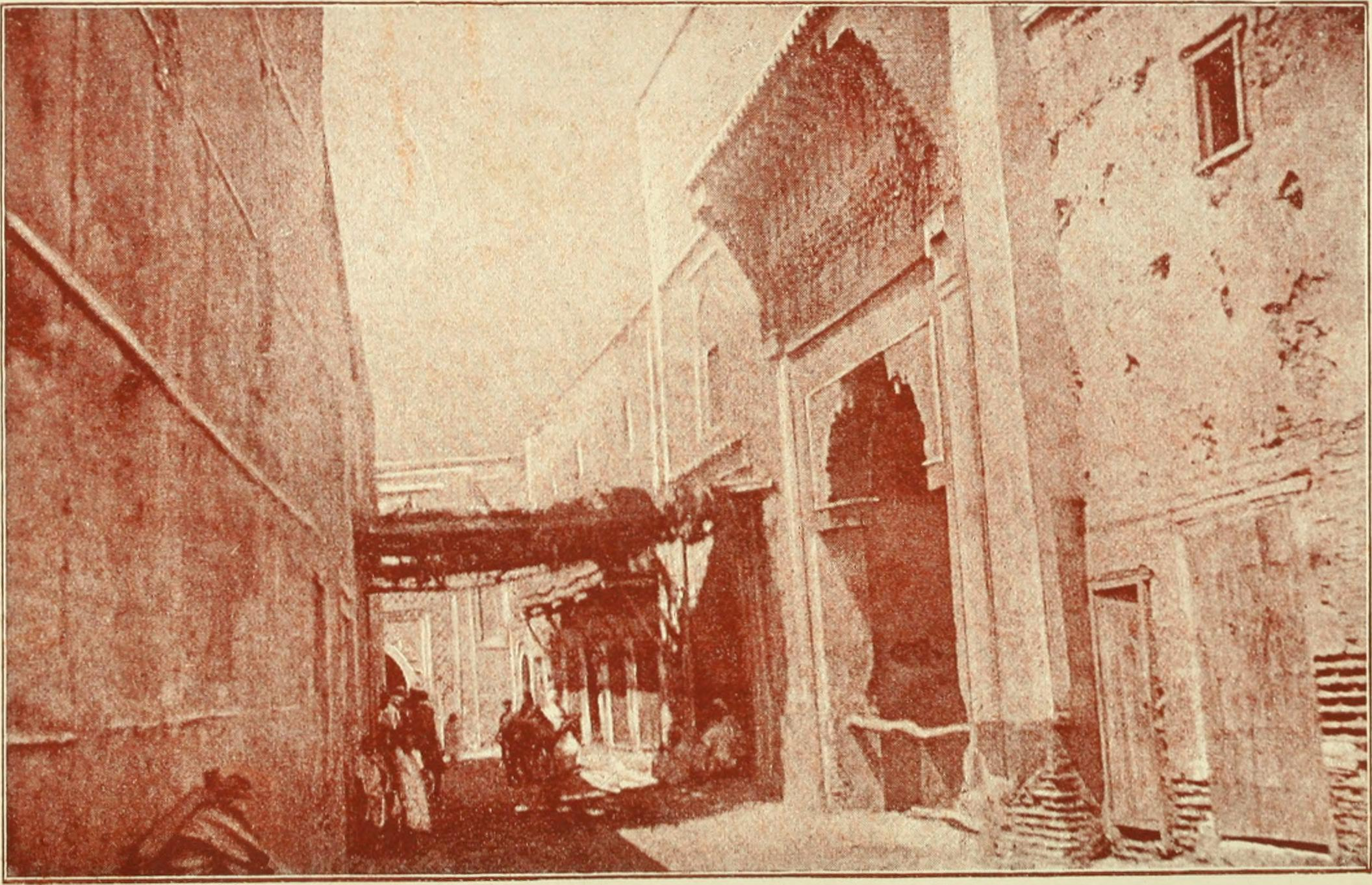
صورة للنافورة في أواخر القرن التاسع عشر (إلى اليمين). يظهر الشريط الخشبي عبر فتحة النافورة لمنع الحيوانات من الشرب.